# Carlos Alberto Rodrigues Gavião
Carlos Alberto Rodrigues Gavião (* 2. Februar 1980 in Itaqui, Rio Grande do Sul) ist ein ehemaliger brasilianischer Fußballspieler.

## Karriere
Gavião begann seine Karriere 1998 beim Erstligisten Grêmio FBPA. 2001 gewann er mit dem Verein den Copa do Brasil. 2004 wechselte er zum japanischen Júbilo Iwata und erreichte er mit dem Verein das Finale des Kaiserpokal. 2005 kehrte er nach Brasilien zurück und unterschrieb einen Vertrag bei FC Santos. Danach spielte er bei CE Bento Gonçalves, Duque de Caxias FC, SC Ulbra und EC Pelotas. 2010 spielte er beim Zweitligisten Vila Nova FC und Drittligisten Criciúma EC.
Im September 1997 gewann Gavião mit seinem Heimatland die U-17-Weltmeisterschaft.

## Erfolge
Brasilien (U-17)
- U-17-Weltmeisterschaft: 1997

Grêmio FBPA
- Staatsmeisterschaft von Rio Grande do Sul: 1999, 2001
- Copa Sul: 1999
- Brasilianischer Pokalsieger: 2001